# 弥陀寺 (韩城)
弥陀寺位于中国陕西省渭南市韩城市西庄镇寺庄村东端，已列为陕西省文物保护单位。

## 历史
根据献殿梁上墨书的记载，弥陀寺创建于于唐贞元三年（787年），自北宋大观至清雍正共重修九次，此后同治三年（1864年）第十次重修，后由寺庄村学校占用。

## 建筑
弥陀寺坐北向南，有房屋16间，占地1914.67平方米。主体建筑有山门、献殿和正殿三座，均为四椽袱，用二柱，有蚕头。献殿使用歇山顶，琉璃筒瓦；而山门和正殿为悬山顶，灰陶板瓦。山门的斗拱为六铺作，双下昂；而献殿和正殿的斗拱均为四铺作，单下昂。。

## 壁画
韩城弥陀寺正殿的西游记壁画留有画工和年号题记“同治五年城内集义坊胡建康画”。

## 保护
1981年2月，弥陀寺由韩城县人民政府公布为韩城县重点文物保护单位。2003年9月24日，弥陀寺由陕西省人民政府公布为第四批陕西省文物保护单位，编号4-3-16。